# Ярославский радиозавод

Заводоуправление

Акционерное Общество «Ярославский радиозавод» (сокр. АО «Ярославский радиозавод») — российский производитель профессиональных средств радиосвязи в городе Ярославль. С марта 2022 года входит в состав «Роскосмоса».
Из-за вторжения России на Украину завод находится под санкциями всех стран Евросоюза, Канады и США.

## История
В 1915 году Совет министров Российской империи в экстренном порядке решил построить около Ярославля аэропланный завод, для чего было создано «Первое Российское товарищество воздухоплавания», возглавлявшееся промышленником Сергеем Сергеевичем Щетининым.
В 1918 году Совет народных комиссаров национализировал завод и передал в аренду компании «Вестингауз» для организации производства тормозного оборудования для железнодорожного транспорта.
В 1924 году завод передан Наркомату транспортного машиностроения, начат выпуск отечественного тормозного оборудования.
В 1941 году завод передан в ведение Наркомата боеприпасов — начато производство взрывателей для мин и гранат, корпусов для противотанковых мин и снарядов, головных частей для реактивных снарядов «Катюш». За самоотверженный труд в годы войны завод получил навечно переходящее Красное знамя ГКО.
В 1945 году завод возвращён в Минтрансмаш и вернулся к выпуску тормозного оборудования.
В 1952 году на базе Ярославского тормозного завода с целью «обеспечения роста и развития отечественного самолётостроения современными комплексами радиосвязи» был создан Ярославский радиозавод, вошедший в структуру Министерства промышленности средств связи.
В 1952 году освоено производство самолётных радиостанций Р-800 («Клён»), в 1954 году — «Дуб-4» (Р-801) с автоматической подстройкой частоты, в 1959 году — «Дуб-5» (Р-802) с уменьшенными весом и размерами.
В 1967 году началась работа над спутниковой аппаратурой радиосвязи — орбитальными телеметрическими передатчиками «Сигнал» и комплексами «Пеленг» для определения местоположения приземлившихся объектов.
В 1969 году начат выпуск радиостанции расширенного УКВ-ДМВ диапазонов «Эвкалипт СМУ» (Р-832М), которая с 1970 года устанавливалась практически на все виды боевых самолётов.
В 1969—1970 гг. начат выпуск бортовых ретрансляторов для спутников связи «Молния-1» и «Молния-3». В эти годы выпускаются радиостанции для самолётов: УКВ-радиостанция «Лотос», вертолётная радиостанция ДМВ-диапазона «Перо-Д» (Р-833), КВ-радиостанции для военно-транспортной и бомбардировочной авиации «Ядро-1» и др.
В 1975 году начато производство аппаратуры на принципах гибридно-плёночной технологии: «Соната-2» для передачи сигналов поиска и опознавания спускаемых с орбиты аппаратов.
В 1976—1977 годах начат выпуск самолётных радиостанций нового поколения «Журавль-30» (Р-862).
В 1981 году открыт корпус микроэлектроники, начат выпуск первых образцов аппаратуры боевого управления.

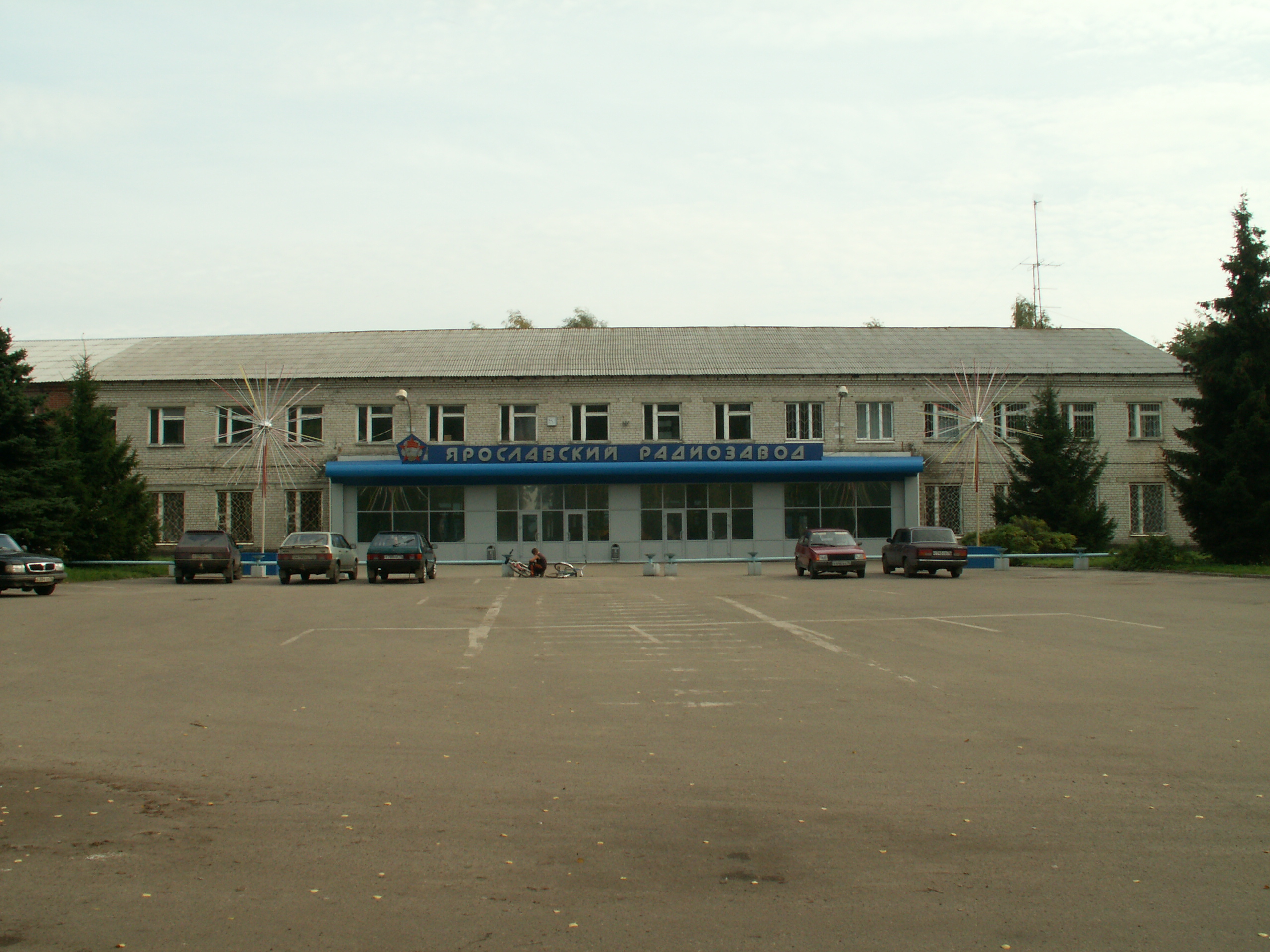
Ярославский радиозавод

В 1988—1989 гг. начат выпуск многоцелевого ретранслятора для спутника связи «Глобус-1», переносных радиомаяков «АРБ ПК» международной спутниковой системы поиска и спасания «Коспас-Сарсат», портативных армейских УКВ-радиостанций тактического звена управления «Арбалет IV».
В 1993—1994 гг. начат выпуск морских радиомаяков «АРБ-МКС» («Афалина») международной спутниковой системы поиска и спасания «Коспас-Сарсат», морских радиолокационных спасательных ответчиков «Дрейф».
В 1998—2000 годах начат выпуск пятого поколения армейских портативных, носимых и возимых радиостанций тактического звена управления комплекса «Акведук», абонентской носимой радиостанции спутниковой связи «Барьер-Т» (Р-438); в 2002—2003 годах — самолётной КВ-радиостанции «Крестец» (Р-805 К3М) и абонентской носимой спутниковой радиостанции «Белозер» (Р-438М); в 2005—2008 годах — самолётных радиостанций пятого поколения — КВ-радиостанций «Бозон» и УКВ-радиостанций «Бекас», радиостанций Р-612 для кораблей, бортовой аппаратуры для спутниковой системы навигации «ГЛОНАСС», аппаратуры для наземных станций систем слежения ПРО.
Всего с 1952 года были пущены в серийное производство около 200 видов изделий.
В марте 2022 стало известно о покупке Роскосмосом контрольного пакета акций радиозавода.
В июне 2022 года стало известно, что Ярославский радиозавод начал производство средств радиосвязи тактического звена, которые могут обеспечивать связь с ВС РФ.
В июле 2022 стало известно, что куратор радиозавода покинул свой пост, а новым генеральным директором Ярославского радиозавода стал Сергей Якушев.
В июле 2025 года директором завода назначен Андрей Юрьевич Чернявский, ранее работавший в АО «РКС».

## Изделия
- Портативные, носимые и возимые средства наземной подвижной связи и управления: Р-168.
- Бортовые и стационарные средства связи и управления для авиации: Р-805-КЗМ-01, «Бозон-2М», «Бекас-02Э», «Бекас-07Э», «Бекас», Р-862М, Р-863М.
- Носимая аппаратура систем спутниковой связи: Р-438, Р-438М.
- Бортовые спутниковые ретрансляторы для систем связи.
- Космическая бортовая аппаратура связи и навигации системы «ГЛОНАСС».
- Аварийно-спасательные средства связи для авиации, в том числе работающие в системе «Коспас-Сарсат»: Р-855А1, Р-855А1М, Р-861М1, АРБ-ПК, АРБ-ПК10.
- Аварийно-спасательные средства связи для морских судов, в том числе работающие в системе «Коспас-Сарсат»: АРБ-М-406, АРБМ-406Н, АРБ-МКС и АРБ-МКС-01, «Дрейф».
- Средства связи и управления для кораблей ВМФ всех рангов: Р-612.

## Награды
18 января 1971 года за выдающиеся достижения в организации производства новой техники завод награждён орденом Октябрьской Революции. 14 декабря 1982 года за достигнутые производственные успехи и в ознаменование 60-летия образования Союза Советских Социалистических Республик заводу было присвоено имя «Радиозавод имени 60-летия Союза ССР».
575 работников завода удостоены правительственных наград, из них:
- 2 Героя Социалистического Труда: М. И. Лукьянская и Слепов Михаил Константинович
- 7 кавалеров ордена Ленина
- 3 лауреата Государственной премии СССР
- 10 Заслуженных машиностроителей РСФСР
- 2 Заслуженных экономиста РСФСР
- 16 Почётных радиста СССР и Почётных радиста Российской Федерации